# Banda ISM
In telecomunicazioni la banda ISM (Industrial, Scientific and Medical) è il nome assegnato dall'Unione Internazionale delle Telecomunicazioni (ITU) ad un insieme di porzioni dello spettro elettromagnetico riservate alle applicazioni di radiocomunicazioni non commerciali, ma per uso industriale, scientifico e medico.

## Descrizione
Si tratta di una banda di frequenze regolarmente assegnata dal piano di ripartizione nazionale (ed internazionale) ad altro servizio e lasciato di libero impiego solo per applicazioni all'interno di una proprietà privata (la normativa vieta l'attraversamento del suolo pubblico, anche se evidentemente questo concetto è inapplicabile per le caratteristiche intrinseche della tecnologia) e che prevedono potenze EIRP (Massima Potenza Equivalente Irradiata da antenna Isotropica) estremamente limitate in modo da limitare al massimo le interferenze con altri sistemi radio pubblici esterni.
Le bande ISM sono state definite dal settore "Radiocommunication" dell'ITU nelle "Radio Regulations" 5.138 e 5.150. L'uso di queste bande può differire da Stato a Stato a causa di specifiche regolamentazioni nazionali.
Le bande ISM definite da ITU-R sono:
| Gamma di frequenze | Gamma di frequenze | Larghezza di banda | Frequenza centrale | Disponibilità                                              | Licenza |
| ------------------ | ------------------ | ------------------ | ------------------ | ---------------------------------------------------------- | --- |
| 6.765 MHz          | 6.795 MHz          | 30 kHz             | 6.780 MHz          | Soggetto ad accettazione locale                            | Servizi fissi e mobili                                                                                           |
| 13.553 MHz         | 13.567 MHz         | 14 kHz             | 13.560 MHz         | In tutto il mondo                                          | Servizi fissi e mobili                                                                                           |
| 26.957 MHz         | 27.283 MHz         | 326 kHz            | 27.120 MHz         | In tutto il mondo                                          | Banda cittadina. Le radio della banda CB sono "autorizzate per regola". Non è richiesta una licenza individuale. |
| 40.660 MHz         | 40.700 MHz         | 40 kHz             | 40.680 MHz         | In tutto il mondo                                          | Servizi fissi e mobili                                                                                           |
| 433.050 MHz        | 434.790 MHz        | 1.74 MHz           | 433.920 MHz        | Solo nella Regione ITU 1 e soggetto ad accettazione locale | Radioamatori (banda dei 70 cm) e radar                                                                           |
| 902.000 MHz        | 928.000 MHz        | 26 MHz             | 915.000 MHz        | Solo nella Regione ITU 2 (con alcune eccezioni)            | Radioamatori (banda dei 33 cm), servizi mobili e radar                                                           |
| 2.400 GHz          | 2.500 GHz          | 100 MHz            | 2.450 GHz          | In tutto il mondo                                          | Radioamatori (banda dei 13 cm), collegamenti a microonde e radar                                                 |
| 5.725 GHz          | 5.875 GHz          | 150 MHz            | 5.800 GHz          | In tutto il mondo                                          | Radioamatori (banda dei 5 cm), stazioni terrestri, collegamenti a microonde e radar                              |
| 24.000 GHz         | 24.250 GHz         | 250 MHz            | 24.125 GHz         | In tutto il mondo                                          | Radioamatori (banda 1.2 cm) e radar (radar banda K)                                                              |
| 61.000 GHz         | 61.500 GHz         | 500 MHz            | 61.250 GHz         | Soggetto ad accettazione locale                            | Collegamenti a microonde e radar                                                                                 |
| 122.000 GHz        | 123.000 GHz        | 1 GHz              | 122.500 GHz        | Soggetto ad accettazione locale                            | Radioamatori (banda 2.5 mm) e collegamenti a microonde                                                           |
| 244.000 GHz        | 246.000 GHz        | 2 GHz              | 245.000 GHz        | Soggetto ad accettazione locale                            | Radioamatori (banda 1 mm), radar e radioastronomia                                                               |

Le autorità di regolamentazione possono allocare parti dello spettro radio per comunicazioni senza licenza che possono o meno essere assegnate anche come bande ISM.
Recentemente tali bande sono state utilizzate per sistemi di comunicazione senza fili non licenziate come le wireless LAN (IEEE 802.11b/g/n e Bluetooth operano nella banda dei 2,4 GHz, mentre IEEE 802.11a opera nella banda dei 5,8 GHz).
In Italia, la creazione di reti wireless in generale (anche su banda ISM) è liberalizzata per comuni, esercizi commerciali e associazioni di cittadini, a patto che la forniture di connettività non sia l'attività principale dell'esercizio commerciale, in tal caso è necessario un'autorizzazione.